# Démographie des îles Féroé
La démographie des îles Féroé est l'étude quantitative et qualitative des caractéristiques de la population féroïenne et de ses dynamiques, à partir de thèmes tels que la natalité, la fécondité, la mortalité, la nuptialité (ou conjugalité) et la migration.
Au 1er janvier 2020, les îles Féroé comptent 52 110 habitants.